# Sebastian Hoeneß
Sebastian Hoeneß (* 12. Mai 1982 in München) ist ein deutscher Fußballtrainer und ehemaliger -spieler. Seit Anfang April 2023 ist er Cheftrainer des VfB Stuttgart und gewann mit dem Verein 2025 den DFB-Pokal.

## Spielerkarriere
Hoeneß kam in München zur Welt und begann beim TSV Ottobrunn im Umland der bayerischen Landeshauptstadt mit dem Fußballspielen. Bis zum Alter von 17 Jahren erhielt er seine Ausbildung in der Jugendabteilung des VfB Stuttgart, mit dem er 1999 deutscher B-Junioren-Meister wurde. Sein Vater Dieter Hoeneß war dort von 1990 bis 1995 als „Direktor für Marketing und den sporttechnischen Bereich“ tätig.
Anschließend verpflichtete ihn Hertha BSC, wohin sein Vater ins Management gewechselt war. Er spielte in den Spielzeiten 1999/2000 und 2000/01 für die A-Junioren (U19). Zur Saison 2001/02 rückte Hoeneß in die Amateurmannschaft auf, die in der viertklassigen Oberliga Nordost Staffel Nord spielte. In seiner ersten Spielzeit im Herrenbereich wurde er mit seiner Mannschaft Meister, jedoch scheiterte man in den Aufstiegsspielen zur Regionalliga Nord an Dynamo Dresden. Den Titel gewann die Mannschaft erneut in der Saison 2003/04; dieses Mal gelang anschließend gegen den VFC Plauen der Aufstieg in die Drittklassigkeit. Zudem gewannen die Hertha-Amateure in diesem Jahr den Berliner Landespokal. Für die zweite Mannschaft von Hertha absolvierte Hoeneß in acht Spielzeiten über 160 niederklassige Ligaspiele, wobei er 29 Tore erzielte. Er nahm in der Saison 2004/05 mit der Mannschaft am DFB-Pokal-Wettbewerb teil, die in der 1. Hauptrunde gegen den FC Schalke 04 ausschied.
In der Saison 2006/07 war er dreimal für die TSG Hoffenheim in der Regionalliga Süd und fünfmal für deren zweite Mannschaft in der Oberliga Baden-Württemberg aktiv. In der Saison 2007/08 spielte er wieder für die zweite Mannschaft von Hertha BSC. Im Sommer 2010 beendete er seine aktive Fußballerkarriere.

## Trainerkarriere

### Anfänge
Im Anschluss an seine Spielerlaufbahn wurde Hoeneß Fußballlehrer und betreute zunächst von 2011 bis 2013 die A-Jugendmannschaft von Hertha 03 Zehlendorf und von 2014 bis 2017 Jugendmannschaften von RB Leipzig.

### FC Bayern München
Von Sommer 2017 bis 2020 war er beim FC Bayern München angestellt. Nach zwei Jahren als Hauptverantwortlicher der A-Jugendmannschaft des Vereins übernahm der Münchner zur Saison 2019/20 das Amt des Cheftrainers der in die 3. Liga aufgestiegenen zweiten Mannschaft von Holger Seitz, der in den Führungsstab der Jugendabteilung des FC Bayern München gewechselt war. Die Mannschaft gewann unter Hoeneß als erste Zweitvertretung die Meisterschaft.

### TSG 1899 Hoffenheim
Zur Saison 2020/21 wurde Hoeneß als Nachfolger von Alfred Schreuder Cheftrainer der TSG 1899 Hoffenheim, für die er bereits als Spieler aktiv gewesen war. Er unterschrieb einen bis zum 30. Juni 2023 laufenden Vertrag. In seiner ersten Saison belegte die TSG den elften Platz. In der UEFA Europa League 2020/21 scheiterte er mit seiner Mannschaft im Sechzehntelfinale am Molde FK, im DFB-Pokal 2020/21 war in der 2. Hauptrunde gegen den Zweitligisten SpVgg Greuther Fürth Schluss. Die Hinrunde der Saison 2021/22 beendete man auf dem fünften Platz und hatte Kontakt zu den Champions-League-Plätzen. In der Rückrunde brachen die Leistungen jedoch ein, sodass man die letzten neun Ligaspiele nicht gewinnen konnte, darunter waren sechs Niederlagen. In der Abschlusstabelle fiel man auf den neunten Platz zurück und verfehlte das internationale Geschäft. Im DFB-Pokal 2021/22 schied Hoffenheim im Achtelfinale gegen den SC Freiburg aus. Nach Saisonende trennte man sich einvernehmlich.

### VfB Stuttgart
Am 3. April 2023 übernahm Hoeneß den VfB Stuttgart. Er unterschrieb einen ligaunabhängigen Vertrag bis zum 30. Juni 2025 und wurde nach Pellegrino Matarazzo, Michael Wimmer (interimsweise) und Bruno Labbadia zum vierten Cheftrainer in der Saison 2022/23. Die Stuttgarter standen nach dem 26. Spieltag mit zwei Punkten Rückstand auf den Relegationsplatz und fünf Punkten Rückstand auf einen Nichtabstiegsplatz am Tabellenende. Dank des Saisonendspurts mit 13 Punkten aus acht Bundesligapartien beendete der VfB Stuttgart die Saison 2022/23 unter Hoeneß auf dem 16. Platz, wobei der direkte Klassenerhalt um einen Zähler verpasst wurde. In den Relegationsspielen gegen den Hamburger SV wurde der Klassenerhalt in der Addition mit 6:1 erreicht.
Im März 2024 wurde sein Vertrag bis 30. Juni 2027 verlängert. Am letzten Spieltag der Saison 2023/24 wurde der VfB Stuttgart unter Hoeneß zum Deutschen Vizemeister, womit erstmals seit 15 Jahren wieder die Qualifikation für die UEFA Champions League gelang. Mit 73 Tabellenpunkten war diese Spielzeit die erfolgreichste seit Einführung der Drei-Punkte-Regel 1995. Im Viertelfinale des DFB-Pokals 2023/24 unterlagen die Stuttgarter mit 2:3 beim späteren Gewinner Bayer 04 Leverkusen.
Im März 2025 wurde sein Vertrag bis zum 30. Juni 2028 verlängert. In der Bundesliga-Saison 2024/25 wurde der neunte Platz erreicht. Die Qualifikation für einen europäischen Wettbewerb wurde mit dem Gewinn des DFB-Pokals am 24. Mai 2025 (4:2-Sieg im Endspiel in Berlin gegen Arminia Bielefeld) sichergestellt.

## Erfolge

### Als Spieler
- Aufstieg in die 2. Bundesliga: 2007 (TSG 1899 Hoffenheim)
- Aufstieg in die Regionalliga Nord (2): 2004, 2008 (beide Hertha BSC Amateure/II)
- Meister der Oberliga Nordost Staffel Nord (3): 2002, 2004, 2008 (alle Hertha BSC Amateure/II)
- Berliner Landespokalsieger: 2004 (Hertha BSC Amateure)
- Deutscher B-Junioren-Meister: 1999 (VfB Stuttgart)

### Als Trainer
- Deutscher Pokalsieger: 2025 (VfB Stuttgart)
- Deutscher Drittligameister: 2020 (FC Bayern München II)

## Privates
Sebastian Hoeneß ist verheiratet und Vater einer Tochter. Er ist der Sohn von Dieter Hoeneß und der Neffe von Uli Hoeneß.